# Les Conquérants de Carson City
Cet article possède un paronyme, voir Carson City (homonymie).
Pour plus de détails, voir Fiche technique et Distribution.
Les Conquérants de Carson City (Carson City) est un western américain réalisé par André de Toth, et sorti en 1952.

## Synopsis
À la fin du XIXe siècle, las des attaques des convoyages d'or par diligence entre Carson City et Virginia City, une partie des responsables de Carson City décident la construction d'une voie ferrée pour ces transports. Ils en confient la réalisation à l'ingénieur Jeff Kincaid, natif du pays. Mais le projet se heurte à l'opposition de Zeke Mitchell, qui publie le journal local, à son adjoint Alan Kincaid, le demi-frère de Jeff, et à celle Jack Davis, un citoyen respecté, propriétaire d'une mine d'or et secrètement chef de la bande de pillards de diligences.

## Fiche technique
- Titre français : Les Conquérants de Carson City
- Titre original : Carson City
- Réalisation : André de Toth
- Scénario : Sloan Nibley
- Photographie : John W. Boyle
- Direction artistique : Stanley Fleischer
- Costumes : Elva Martien et Robert Martien
- Musique : David Buttolph
- Montage : Robert L. Swanson
- Producteurs : Bryan Foy et David Weisbart
- Sociétés de production : Warner Bros.
- Société de distribution : Warner Bros.
- Pays de production :  États-Unis
- Langue : anglais
- Genre : Western
- Durée : 87 minutes
- Dates de sortie :
  - États-Unis : 13 juin 1952
  - France : 9 janvier 1953

## Distribution
- Randolph Scott (VF : Jean Martinelli) : Silent Jeff (Joseph en VF) Kincaid
- Lucille Norman (VF : Jacqueline Porel) : Susan Mitchell
- Raymond Massey (VF : Jean Clarens) : "Big" Jack Davis
- Richard Webb (VF : René Arrieu) : Alan (Alain en VF) Kincaid
- James Millican (VF : Jean Clarieux) : Jim Squires
- Larry Keating (VF : Pierre Leproux) : William Sharon
- George Cleveland (VF : Maurice Porterat) : Henry Dodson
- William Haade (VF : Pierre Morin) : Hardrock Haggerty
- Don Beddoe (VF : Paul Villé) : Zeke Mitchell
- Thurston Hall (VF : Camille Guérini) : Charles Crocker
- Vince Barnett : Henry

Acteurs non crédités
- Sarah Edwards : la vieille fille dans la diligence
- Charles Evans : Ben Roberts
- Edward Hearn (VF : Henry Valbel) : le shérif
- John Halloran (VF : Maurice Dorléac) : Joel, le barman
- Jack Woody (VF : Ulric Guttinger) : Clem (Clément en VF), un membre du gang Champagne
- Edgar Dearing (VF : Émile Drain) : Ed Daly (Daniel en VF)
- Kenneth McDonald (VF : Roland Ménard) : Dave Fairchild
- Mickey Simpson (VF : Marcel Raine) : Robbie Dolby
- Frank Marlowe (VF : Jean Daurand) : Hogan
- House Peters Jr. (VF : Georges Hubert) : un mineur bloqué dans le tunnel
- Pierce Lyden (VF : Gérard Ferrat) : le garde armé moustachu à bord du train
- Stanley Blystone (VF : Émile Drain) : le propriétaire de mine sur le quai de la gare
- Rory Mallinson : un bandit